# Sortosville
Sortosville ist eine französische Gemeinde mit 78 Einwohnern (Stand 1. Januar 2022) im Département Manche in der Region Normandie. Sie gehört zum Arrondissement Cherbourg und zum Kanton Valognes. 
Sie liegt auf der Halbinsel Cotentin und grenzt im Nordwesten an Huberville, im Nordosten und Osten an Saint-Cyr, im Süden an Hémevez und im Westen an Flottemanville.

## Bevölkerungsentwicklung
| Jahr      | 1962 | 1968 | 1975 | 1982 | 1990 | 1999 | 2008 | 2018 |
| --------- | ---- | ---- | ---- | ---- | ---- | ---- | ---- | ---- |
| Einwohner | 82   | 77   | 63   | 63   | 69   | 72   | 87   | 82   |

## Sehenswürdigkeiten
- Kirche Notre-Dame, Monument historique seit 1971

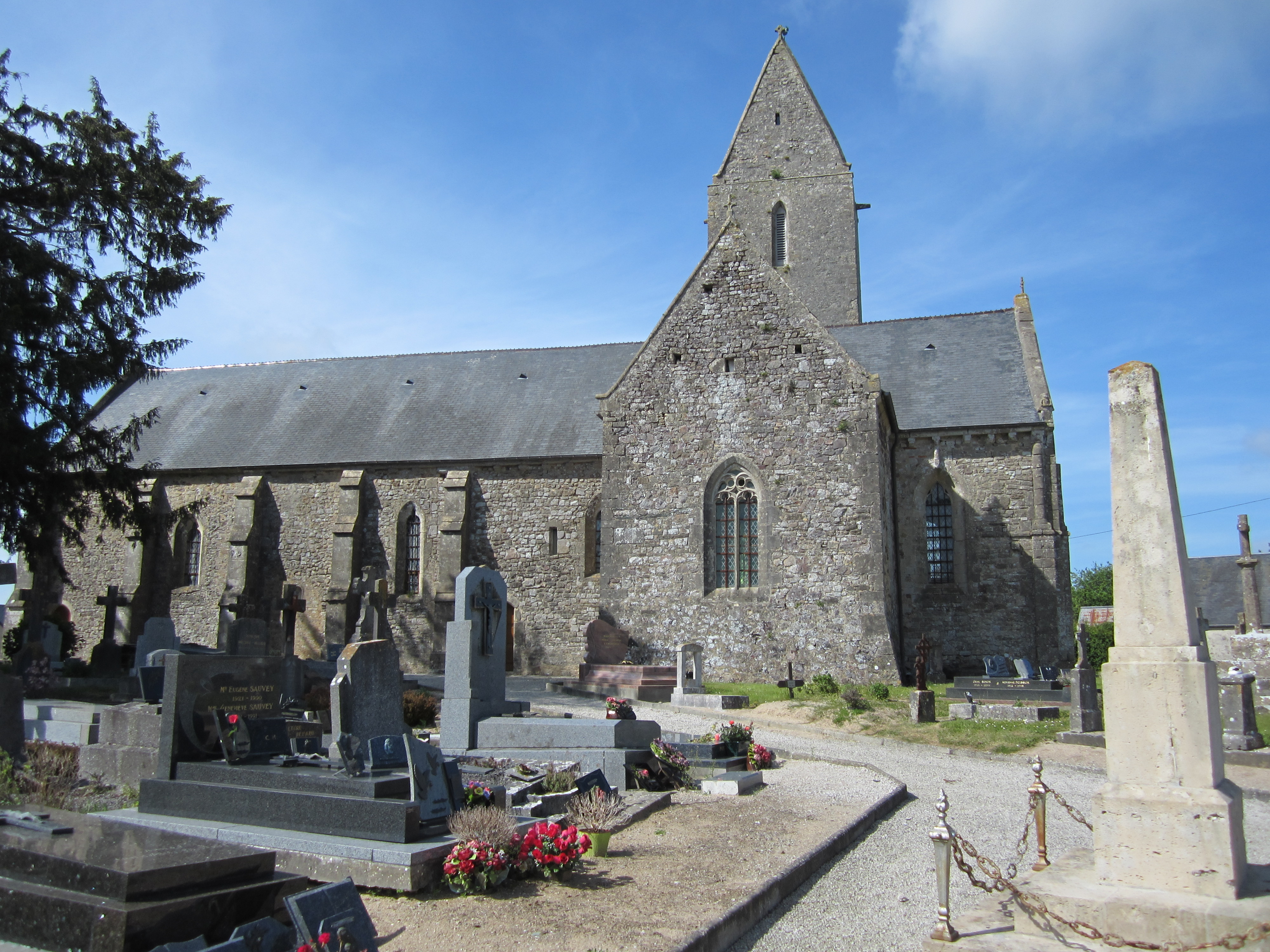
Kirche Notre-Dame